# Atomic Garden
Gli Atomic Garden sono un gruppo musicale francese indie rock formatosi nel 2006 a Clermont-Ferrand.

## Formazione
- Arnaud Mailler – chitarra, voce
- Matthieu Herrou – basso, voce
- Paul McDonald – chitarra
- Lawrence Arnold – batteria, percussioni

## Discografia

### Album in studio
- 2004 – Hellheaven
- 2006 – Reversing the Curse
- 2009 – Little Stories about Potential Events
- 2011 – Arco Iris

### EP
- 2004 – Radio Activity

### Split
- 2003 – Split (con i Me Myself and I)
- 2005 – Aside / Atomic Garden / G.A.S. Drummers / Ravi (con gli Aside, i G.A.S. Drummers e Ravi)
- 2007 – Atomic Garden / Ipanema (con gli Ipanema)